# Herbert Ringleben
Herbert Ringleben (* 30. März 1912 in Flarchheim; † 12. Juli 1999 in Bremen) war ein deutscher Ornithologe.

## Leben und Werk
Ringleben absolvierte nach dem Schulabschluss von 1931 bis 1934 eine Lehre als Buchhändler in Hannover. Im Sommer war er als Vogelwart auf der Vogelinsel Schleimünde und an der Vogelwarte Rossitten auf der Kurischen Nehrung in Ostpreußen tätig. Seit 1932 gehörte er der Deutschen Ornithologischen Gesellschaft an. Nach dem Zweiten Weltkrieg wurde er Mitarbeiter des Niedersächsischen Landesamtes für Bodenforschung und arbeitete bis zum Erreichen des Rentenalters 1975 am Institut für Vogelforschung Wilhelmshaven und auf der Vogelwarte Helgoland. Ab 1969 war er Schriftleiter der „Vogelkundlichen Berichte aus Niedersachsen“.

## Schriften (Auswahl)
- (mit Hans Bub): Die Vogelwelt des Entensees bei Wilhelmshaven. Schweinfurt 1950.
- Die Wildgänse Europas unter besonderer Berücksichtigung mitteleuropäischer Verhältnisse. Ziemsen, Lutherstadt Wittenberg 1957.
- Die Wildgänse. 3. Aufl., [Bonn] 1973.
- Die Wildgänse Europas. 2., unveränd. Aufl., Nachdr. der 1. Aufl. Wittenberg Lutherstadt, Ziemsen, 1957; Hohenwarsleben [ca. 2003].